# Plazský potok
Der Plazský potok (deutsch Bleisbach, auch Bleißbach bzw. Pleis) ist ein rechter Nebenfluss der Oder in Tschechien.

## Geographie
Der Plazský potok entspringt zwei Kilometer nordöstlich von Kozlov in den zu den Oderbergen gehörigen Oberhubenbergen auf dem Truppenübungsplatz Libavá; seine Quelle befindet sich nördlich der Straße von Potštát nach Velký Újezd unweit des Zelený kříž (Grünes Kreuz) am Nordhang des Křížový kopec (Kreuzhügel, 661 m). Auf seinem Lauf nach Norden wird der Bach östlich der Wüstung Čermná im Stausee Čermná gestaut, der mit 7,5 ha Wasserfläche nach dem Stausee Barnov der zweitgrößte auf dem Militärgebiet ist. Größter Zufluss ist der Milovanský potok. Im südlichen Fuße des Oderský vrch (Oderberg, 582 m) mündet der Plazský potok nach ca. 13 Kilometern zwischen den Wüstungen Údolná und Mastník gegenüber dem Libavský potok in die Oder.

## Natur
Der stark mäandrierende Bachlauf führt in einer flachen Mulde ausschließlich durch unbesiedeltes Gebiet. Auch vor der Errichtung des Truppenübungsplatzes befanden sich unmittelbar am Plazský potok keine dörflichen Ansiedlungen. Lediglich entlang der Zuflüsse Čermná und Milovanský potok erstreckten sich die Dörfer Groß Dittersdorf und Milbes. Die Wasserkraft wurde für den Antrieb mehrerer Mühlen, der Hermsdorfer Mühle, Dorfmühle, Hofmühle, Dittersdorfer Mühle und Bleißmühle genutzt. Am Sklársky potok wurde früher eine Glashütte betrieben.
Der Oberlauf des Plazský potok führt bis zum Zufluss des Sklársky potok durch Fichten-Erlen-Wald, etwa einen Kilometer südwestlich von Heřmánky führt der Mittellauf des Baches durch waldschilfüberwachsenes Grasland mit Sümpfen, Weidenbüschen und Resten von Auwald und Moorwiesen. Auf diesem Abschnitt sind Europäische Biber heimisch und es finden sich seltenen Pflanzenarten, darunter Roß-Marinweiden, Wiesen-Siegwurz, Preußisches Laserkraut, Große Wasserschläuche und Wiesen-Schwertlilien.
Der gesamte Bachlauf liegt im Europäischen Vogelschutzgebiet Libavá und zum Teil auch im FFH-Gebiet Libavá.

## Zuflüsse
- Sklársky potok (l), bei Heřmánky
- Čermná (l), unterhalb Čermná
- Milovanský potok (r), unterhalb Milovany